# فیلم‌خانه ملی ایتالیا
فیلم‌خانه ملی ایتالیا (به ایتالیایی: Cineteca Nazionale)،فیلم‌خانه و بایگانی فیلم ایتالیا است که در شهر رم واقع شده‌است و در سال ۱۹۴۹ تأسیس شد. این فیلم‌خانه طبق قانون، قانون واسپاری را مدیریت و نظارت می‌کند و کارش جمع‌آوری، حفظ و نشر محصولات سینمای ایتالیا است. این تنها کتابخانه فیلم ایتالیایی است که از حق قانونی جمع‌آوری و نگهداری اجباری کلیه فیلم‌های ایتالیایی یا فیلم‌هایی که کشور ایتالیا هم نقشی در تولیدشان داشته و نامشان در فهرست عمومی ثبت فیلم که توسط سیائه ایجاد شده، برخوردار است.
فیلم‌خانه ملی ایتالیا که در سال ۱۹۴۹ در رم تأسیس شد، تمام فیلم‌های ملیت ایتالیایی تولید شده از آن زمان را حفظ می‌کند. خاستگاه فیلم‌خانه ملی از میراث بایگانی «مرکز تجربی فیلم‌سازی» است که در سال ۱۹۴۳ توسط اشغالگران نازی منحل شده بود و فیلم‌های منحصر به فرد خود را از دست داده بود. فیلم‌هایی که به آلمان فرستاده شده بودند، در جریان جنگ جهانی دوم گم شدند و تلاش‌های فراوان برای ردیابی آنها در آلمان و اتحاد جماهیر شوروی پس از جنگ ناموفق ماند.